# Rehabilitacja medyczna

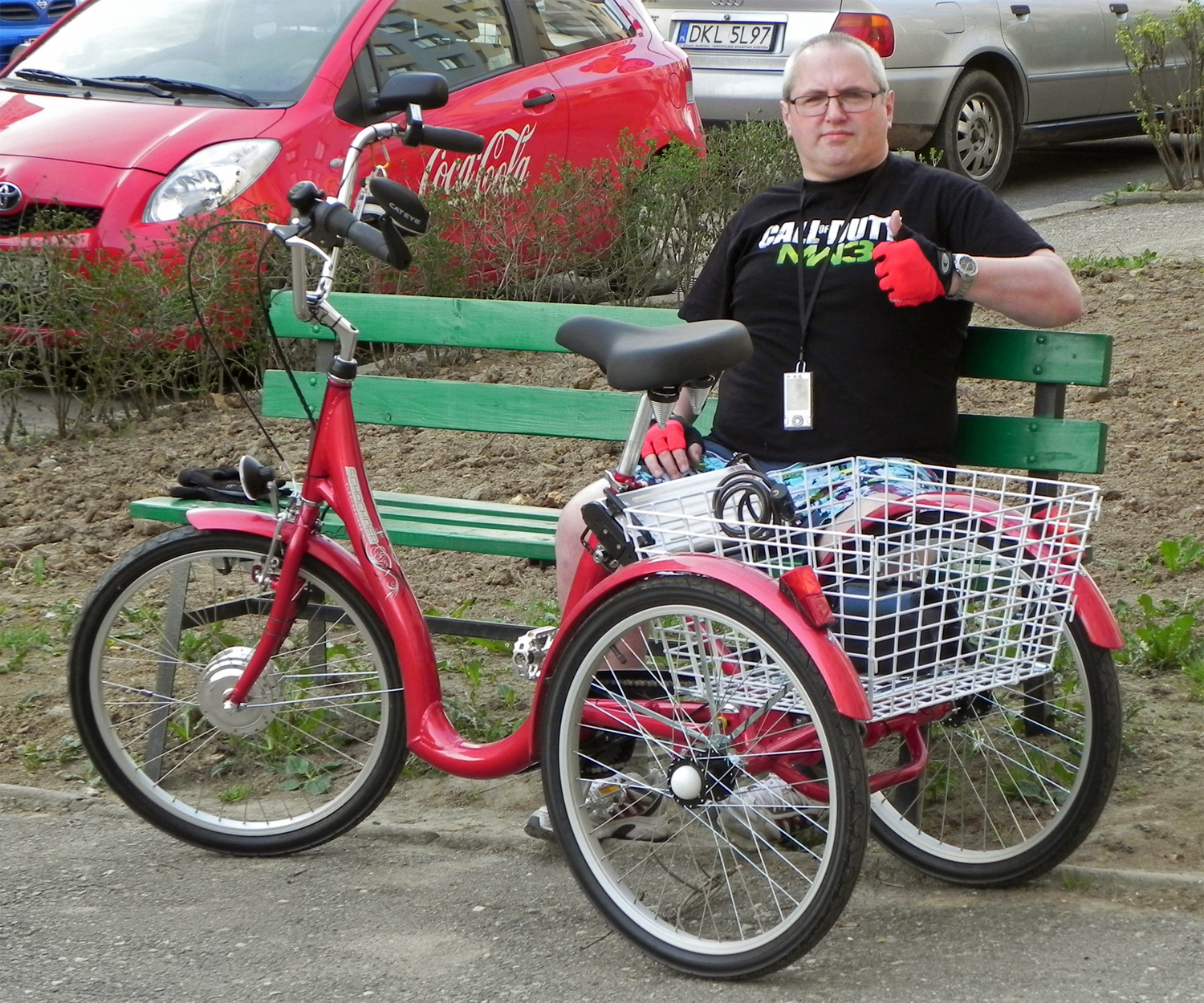
Trójkołowy rower rehabilitacyjny ze wspomaganiem elektrycznym

Rehabilitacja medyczna (rehabilitacja lecznicza) – kompleksowe i zespołowe działanie na rzecz osoby niepełnosprawnej fizycznie lub psychicznie (lub z deficytem w ww. obszarach), które ma na celu przywrócenie tej osobie pełnej lub maksymalnej do osiągnięcia sprawności fizycznej lub psychicznej, a także zdolności do pracy oraz do brania czynnego udziału w życiu społecznym. Rehabilitacja jest integralną częścią procesu terapeutycznego, na równi z innymi metodami leczenia, współdecydującą o jego ostatecznej efektywności. Ze względu na zróżnicowanie oddziaływań rehabilitacja (szczególnie rehabilitacja neurologiczna – neurorehabilitacja) jest często prowadzona przez interdyscyplinarny zespół terapeutyczny składający się z lekarzy różnych specjalności, fizjoterapeutów, terapeutów zajęciowych, pielęgniarek, logopedów, psychologów, muzykoterapeutów itp.
Twórcami współczesnej rehabilitacji są: profesor Howard Rusk, a w Polsce profesor Wiktor Dega. Rehabilitacja to proces medyczny i społeczny.
Rehabilitacja ruchowa – usprawnianie osób z dysfunkcją narządu ruchu. Specjalista z zakresu rehabilitacji ruchowej – fizjoterapeuta – stosuje w procesie usprawniania metody fizjoterapii.
W Polsce rehabilitacja medyczna jest jedną ze specjalizacji lekarskich, a jej konsultantem krajowym od 5 lipca 2018 jest prof. nadzw. dr hab. n. med. Piotr Majcher.

## Model rehabilitacji
Polska szkoła rehabilitacji zaproponowała tzw. model rehabilitacji (jego twórcami są m.in. Marian Weiss i Aleksander Hulek), na który składa się:
- Powszechność – każdy ma prawo do rehabilitacji, niezależnie od rozpoznania, wieku i rokowania.
- Wczesność (zapoczątkowania) – powinna być rozpoczęta jak najwcześniej.
- Kompleksowość – działanie prowadzone przez zespół specjalistów kierowane na wszystkie sfery pacjenta (fizyczne, psychiczne, duchowe, zachowania społeczne itd.) przy użyciu wielu terapii i technik.
- Ciągłość – rehabilitacja jest procesem ciągłym, rozpoczęty proces rehabilitacji jest kontynuowany do zakończenia.